# 姜龍
姜龍（きょう りゅう、生年不詳 - 1545年）は、明代の官僚。字は夢賓、号は時川。本貫は蘇州府太倉州。

## 生涯
姜昂の子として生まれた。1508年（正徳3年）、進士に及第した。礼部郎中に進んだ。1519年（正徳14年）、正徳帝が南巡するにあたって、姜龍は同僚たちを率いて帝を諫め、杖罰を受けて瀕死に陥った。建寧府同知として出向した。ほどなく雲南副使に転じた。瀾滄・姚安に兵を配備した。反乱が横行していたことから、姜龍は龍讓の土官に対して反乱者から賄賂を受け取っているのではないかと迫って、土官に反乱者を説得させて帰順させた。南安に1000人の反乱勢力があり、御史は討伐の兵を出すよう求めたが、姜龍は檄を飛ばして3日で解散させた。四川塩井の剌馬仁と雲南曬江の和歌仲は数十年にわたる仇同士であったが、姜龍の説得により和解した。また姜龍は横暴を働いていた大候州の土官の猛国を捕らえた。1526年（嘉靖5年）、讒言を受けて罷免され、帰郷した。1545年（嘉靖24年）、死去した。
銭謙益『列朝詩集』には、姜龍の作として「登天湖山」「登上天竺閣」の2首が収録されている。